# Anhui
Anhui (chinesisch 安徽, Pinyin Ānhuī) ist eine Provinz der Volksrepublik China. Anhui ist eine Binnenprovinz im Südosten Chinas, am Jangtsekiang gelegen. Anhui wurde 1667 mit der Teilung der Provinz Jiangnan in Anhui und Jiangsu gegründet. Anhuis Hauptstadt ist Hefei.

## Geographie und Klima
Anhui liegt im Binnenland und wird zur Region Ostchina (Huadong) gerechnet. Nachbarprovinzen sind Henan, Hubei, Jiangsu, Jiangxi, Shandong und Zhejiang. Die Provinz wird im Süden auf einer Länge von ungefähr 400 Kilometern vom Jangtsekiang und im Norden vom Huai He durchflossen. Durch die beiden Flüsse wird die Provinz in drei annähernd gleich große Teile unterteilt. Physiogeographisch können vier Regionen unterschieden werden: die Ebenen nördlich des Huai-Flusses, die relativ wenig ertragreiche Böden aufweisen, und in denen Baumwolle und Getreide angebaut wird; die Region zwischen Huai-Fluss und Jangtsekiang, die ein hügeliges Terrain aufweist und im Westen in das Bergland des Dabie Shan übergeht; das Gebiet des mittleren und unteren Jangtsekiang, in dem überwiegend Reisanbau betrieben wird, und die Bergregion im Süden.

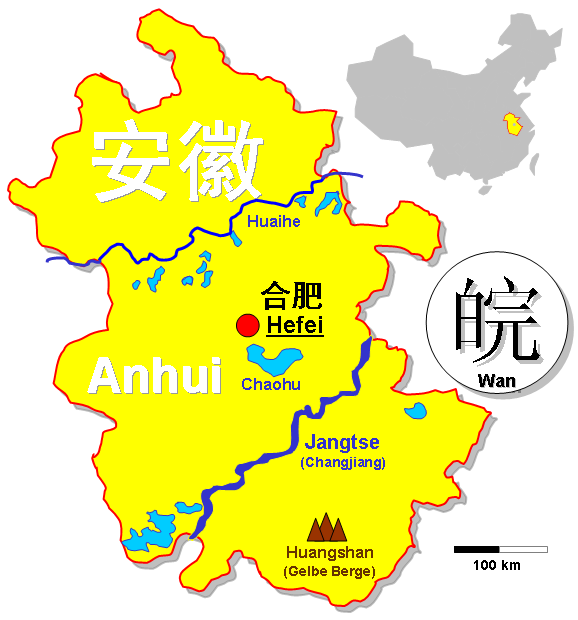
Umrisskarte von Anhui

Die höchste Erhebung bildet der 1864 m hohe Gipfel des Huang-Shan-Massivs. Bekannt ist auch der Jiuhua Shan (1342 m), der zu den vier heiligen Bergen des chinesischen Buddhismus zählt. Die malerischen und eindrucksvollen Landschaften des Huang Shan und Tianzhushan haben die Provinz weit über die Grenzen Chinas hinaus bekannt gemacht. Der chinesische Reiseschriftsteller der späten Ming-Dynastie Xu Xiake († 1641) äußerte nach einem Besuch des Huang Shan: „Keiner der Berge, die ich gesehen habe, kann sich mit dem Huang Shan messen. Nachdem man ihn bestiegen hat, erübrigt es sich, einen anderen Berg anzusehen.“
Anhui liegt im Grenzbereich zwischen gemäßigtem und subtropischem Klima. Außerdem treffen hier die warmen und kalten Luftströmungen von der Küste und dem Binnenland aufeinander. Daher ist das Klima wechselhaft, wobei es besonders im Gebiet des Flusses Huai He immer wieder zu Überschwemmungen, aber auch zu Dürren kommt. Die mittleren Januartemperaturen liegen zwischen −3 °C im Norden und +3 °C im Süden, und die mittleren Julitemperaturen bewegen sich zwischen 27 und 28 °C. Die Jahresniederschläge steigen von rund 700 mm im Norden bis auf über 2000 mm am Huang Shan im Süden an.

## Geschichte
Die Provinz Anhui wurde im Jahr 1667, während der Herrschaftszeit Kangxis in der Frühphase der Qing-Dynastie durch Teilung der Provinz Jiangnan gebildet. Der Provinzname entstand nach gängiger Lehrmeinung aus den Städtenamen Anqing und Huizhou (heute: Huangshan), wobei diese Auffassung nicht unumstritten ist. Die Abkürzung 皖,  wǎn bezieht sich auf den historischen Staat Wan (皖國,  wănguó) während der Zeit der Frühlings- und Herbstannalen, den Berg Wan (heute Tianzhushan), bzw. den Fluss Wan.
Im Gebiet des heutigen Anhui wurden einige der ältesten Hominidenfunde in ganz China gemacht. In der Longtandong-Höhle im Kreis He der bezirksfreien Stadt Ma’anshan wurden Überreste von Homo erectus gefunden, die auf ein Alter von mehreren 100.000 Jahren datiert wurden. In der Hualong-Höhle wurde im Jahr 2015 ein rund 300.000 Jahre alter Schädel eines archaischen Menschen ausgegraben. Überreste neolithischer Siedlungen der Dawenkou-Kultur (ca. 5000–2500 v. Chr.) wurden an mehreren Orten in Anhui identifiziert.
Nach der Überlieferung richtete Cheng Tang, der Begründer der altchinesischen Shang-Dynastie im Bereich des heutigen Bozhou für kurze Zeit eine Hauptstadt ein.
Nach Bildung der Provinz Anhui durch Teilung der Provinz Jiangnan im Jahr 1667 wurde zunächst Anqing zur Provinzhauptstadt bestimmt. Die Provinz wurde schwer durch den Taiping-Aufstand 1850–1864 in Mitleidenschaft gezogen. Nach Ende des Konflikts strömten zahlreiche Migranten aus den Provinzen Hebei und Henan in die entvölkerten Gebiete und veränderten damit signifikant das demographische und kulturelle Bild Anhuis. Während des Zweiten Weltkriegs war Anhui durch japanische Truppen besetzt. Nach der Kapitulation Japans verlegte die Regierung der Republik China im Jahr 1946 die Provinzhauptstadt von Anqing nach Hefei. Nach dem Sieg der Kommunisten im chinesischen Bürgerkrieg und der Gründung der Volksrepublik China 1949 gab es einige Grenzanpassungen. Zwischen 1949 und 1952 war Anhui in zwei Provinzen geteilt – Wanbei (皖北,  wănbĕi – „Nord-Wan“) im Norden und Wannan (皖南,  wănnán – „Süd-Wan“) im Süden. Der Kreis Wuyuan kam im Mai 1949 von Anhui zur Provinz Jiangxi. Historisch hatte dieser Kreis zu Anhui gehört, war aber aus militäradministrativen Gründen im Jahr 1934 an die Provinz Jiangxi angegliedert worden, was nach Kriegsende im Jahr 1947 wieder rückgängig gemacht wurde. 1949 kam der Kreis erneut zu Jiangxi. 1955 wurden die Kreise Xutai (盱胎縣, heute Xuyi) und Sihong an die Provinz Jiangsu abgetreten, die zum Ausgleich die nördlich gelegenen Kreise Dangshan und Xiao an Anhui abgab. Dieser Gebietstausch erfolgte vor allem deswegen, um den an der Grenze der beiden Provinzen liegenden und von Überschwemmungen heimgesuchten Hongze-See vollständig unter die Jurisdiktion einer Provinz (Jiangsu) zu bringen. Mao Zedongs katastrophaler Großer Sprung nach vorn 1958–1962 führte zu geschätzt etwa 6,3 Millionen Toten in Anhui – die höchste Opferzahl von allen Provinzen Chinas. Die Landwirtschaft der Provinz, die zuvor sprichwörtlich als Chinas „eiserne Reisschale“ (鐵飯碗,  Tiěfànwǎn) gegolten hatte, wurde schwer geschädigt.

## Verwaltungsgliederung
Auf Bezirksebene setzt sich Anhui aus 16 bezirksfreien Städten zusammen.
In der folgenden Tabelle sind die Einwohnerzahlen nach der Volkszählung 2020 sowie die Flächen aufgeführt. Auf Kreisebene war Anhui im Jahr 2020 in 104 Verwaltungseinheiten unterteilt: 45 Stadtbezirke, 9 kreisfreie Städte und 50 Kreise. Auf Gemeindeebene bestanden im selben Jahr 1501 Verwaltungseinheiten: 262 Straßenviertel, 968 Großgemeinden, 262 Gemeinden und 9 Nationalitätengemeinden.
| Verwaltungs- einheit   | Chin.    | Hanyu Pinyin  | Verwaltungs- zentrum | Fläche (km²) | Einwohner (2020) |
| ---------------------- | -------- | ------------- | -------------------- | ------------ | ---------------- |
| Anhui                  | 安徽省   | Ānhuī Shěng   | Hefei                | 140.139,85   | 61.027.171       |
| —Bezirksfreie Städte — |          |               |                      |              |                  |
| Hefei                  | 合肥市   | Héféi Shì     | Shushan              | 11.445,06    | 9.369.881        |
| Wuhu                   | 芜湖市   | Wúhú Shì      | Jiujiang             | 6.026,05     | 3.644.420        |
| Bengbu                 | 蚌埠市   | Bèngbù Shì    | Longzihu             | 5.950,72     | 3.296.408        |
| Huainan                | 淮南市   | Huáinán Shì   | Tianjia’an           | 5.532,30     | 3.033.528        |
| Ma’anshan              | 马鞍山市 | Mǎ'ānshān Shì | Yushan               | 4.049,13     | 2.159.930        |
| Huaibei                | 淮北市   | Huáiběi Shì   | Xiangshan            | 2.741,39     | 1.970.265        |
| Tongling               | 铜陵市   | Tónglíng Shì  | Tongguan             | 2.922,60     | 1.311.726        |
| Anqing                 | 安庆市   | Ānqìng Shì    | Yixiu                | 13.537,96    | 4.165.284        |
| Huangshan              | 黄山市   | Huángshān Shì | Tunxi                | 9.678,39     | 1.330.565        |
| Chuzhou                | 滁州市   | Chúzhōu Shì   | Langya               | 13.515,99    | 3.987.054        |
| Fuyang                 | 阜阳市   | Fǔyáng Shì    | Yingzhou             | 10.118,17    | 8.200.264        |
| Suzhou                 | 宿州市   | Sùzhōu Shì    | Yongqiao             | 9.938,77     | 5.324.476        |
| Lu’an                  | 六安市   | Lù'ān Shì     | Jin’an               | 15.450,82    | 4.393.699        |
| Bozhou                 | 亳州市   | Bózhōu Shì    | Qiaocheng            | 8.521,23     | 4.996.844        |
| Chizhou                | 池州市   | Chízhōu Shì   | Guichi               | 8.398,72     | 1.342.764        |
| Xuancheng              | 宣城市   | Xuānchéng Shì | Xuanzhou             | 12.312,55    | 2.500.063        |

### Größte Städte
Die Einwohnerzahlen sind auf dem Stand der Volkszählung 2020 und beziehen sich auf die eigentliche städtische Siedlung.
| Rang | Stadt   | Einwohner | Rang | Stadt     | Einwohner |
| ---- | ------- | --------- | ---- | --------- | --------- |
| 1    | Hefei   | 5.055.978 | 6    | Lu’an     | 1.069.940 |
| 2    | Wuhu    | 1.598.165 | 7    | Suzhou    | 920.722   |
| 3    | Huainan | 1.255.619 | 8    | Huaibei   | 830.891   |
| 4    | Fuyang  | 1.191.810 | 9    | Ma’anshan | 784.608   |
| 5    | Bengbu  | 1.077.704 | 10   | Bozhou    | 750.569   |

## Bevölkerung
| Jahr | Einwohner  |
| ---- | ---------- |
| 1954 | 30.343.637 |
| 1964 | 31.241.657 |
| 1982 | 49.665.724 |
| 1990 | 56.180.813 |
| 2000 | 58.999.948 |
| 2010 | 59.500.468 |
| 2020 | 61.027.171 |

Bei der Volkszählung 2020 hatte Anhui 61.027.171 Einwohner. In Bezug auf die Bevölkerung lag die Provinz damit an neunter Stelle unter den 22 Provinzen der Volksrepublik. 60.594.623 Personen (99,29 %) gehörten zur Han-Bevölkerung und 432.548 (0,71 %) zu nationalen Minderheiten. Im Vergleich zur vorangegangenen Volkszählung 2010 nahm die Han-Bevölkerung um 1.489.797 Personen zu (+2,52 %) und die der nationalen Minderheiten wuchs um 36.906 (+9,33 %). Von der ständigen Bevölkerung der Provinz lebten 35.595.103 Einwohner (58,33 %) in städtischen und 25.432.068 Einwohner (41,67 %) in ländlichen Siedlungen.
Kennzeichnend für Anhui ist eine große Diskrepanz zwischen der ständigen, d. h. dauerhaft ortsansässigen Bevölkerung, die in den Volkszählungen erfasst wird, und der „Hukou“-Bevölkerung, die formal in Anhui registriert ist, aber nicht notwendigerweise auch in der Provinz ihren Lebensschwerpunkt hat. Die Hukou-Bevölkerung lag zur Zeit der Volkszählung 2020 bei etwa 70,83 Millionen, was bedeutete, dass fast 10 Millionen aus Anhui stammende Personen ganz überwiegend oder ausschließlich außerhalb der Provinz lebten und arbeiteten. Dies ist Folge der nur relativ mäßigen Verdienstmöglichkeiten in Anhui, die zahlreiche jüngere Arbeitnehmer in andere, wirtschaftlich bessergestellte Provinzen treibt.

## Sprachen
Obwohl fast die gesamte Bevölkerung zu den Han-Chinesen gehört, weist Anhui aufgrund seiner geographischen Variabilität eine besondere kulturelle Vielfalt auf, die sich auch sprachlich und im Lebensstil äußert. Die nördlichen, ebenen Anteile der Provinz ähneln eher den Provinzen Henan, Shandong und dem nördlichen Jiangsu, während die südlichen, hügeligen Anteile eher Ähnlichkeit mit den Provinzen Jianxi und Zhejiang haben. In den nördlichen Regionen (nördlich des Jangtsekiang) werden Varianten des Hochchinesischen (Mandarin) gesprochen. Die Dialekte des Nordens (z. B. die Mundart von Bengbu) werden als Zhongyuan-Mandarin (中原官話,  Zhōngyuán Guānhuà – „Mandarin der zentralen Ebenen“) klassifiziert und die Dialekte der Provinzmitte (z. B. die Mundart von Hefei) zusammen mit den Dialekten der angrenzenden Regionen von Jiangsu als Jianghuai-Mandarin (江淮官話,  Jiānghuái Guānhuà, nach der Lage des Sprachgebiets zwischen Jangtsekiang und Huai-Fluss). Südlich des Jangtse, z. B. in Xuancheng, werden traditionell Wu-Dialekte gesprochen und in einigen kleineren Gebieten an der südlichen Provinzgrenze auch Gan und Huizhou-Mundarten. Es gibt eine starke Tendenz zur Übernahme des Hochchinesischen.

## Wirtschaft
Durch die überwiegend landwirtschaftlich geprägte Wirtschaft galt Anhui bis 1949 als rückständigste Provinz Ostchinas, inzwischen hat sie sich jedoch zu einem Zentrum der Schwerindustrie, vor allem der Automobilindustrie um den Hersteller Chery in Wuhu entwickelt.
Im Jahr 2022 hatte sich die wirtschaftliche Position Anhuis nach offiziellen Angaben gebessert. In Bezug auf das Pro-Kopf-BIP lag Anhui mit 73.603 Yuan auf Platz 10 der 22 Provinzen Chinas (86 % des nationalen Durchschnitts von 85.698 Yuan).

## Kultur
Die Alltagskultur der Einwohner des Nordens unterscheidet sich deutlich von derer des Südens. Im Süden wird traditionell überwiegend Reis gegessen und im Norden Getreideprodukte, wie Brot und Nudeln. Die Küche Anhuis genießt überregionale Bekanntheit und Beliebtheit. Sie ist durch die Verwendung von Wild oder Fisch und Kräutern sowie für vergleichsweise einfache Zubereitungsmethoden bekannt. Es werden drei lokale Varietäten unterschieden: Wannan, Yanjiang (Städte Wuhu und Anqing) und Yanhuai (Stadt Bengbu, Landkreise Suxian, Fuyang usw.).
Berühmt ist Anhui für seine Tradition der Kalligraphie und der einfarbigen Tuschezeichnungen, der traditionellen Papierherstellung (Xuan-Papier) und der Herstellung traditioneller Schreibutensilien (Pinsel, Tusche, Reibsteine etc.).
Aus Anhui stammen etliche moderne Schriftsteller, darunter Hu Shi und Chen Duxiu. Chen Guidi und Wu Chuntao fanden wegen ihrer Reportage Zur Lage der chinesischen Bauern internationale Beachtung.
In der Region wurde in Chaohu der Cartorhynchus, ein mit Vorfahren der Ichthyosaurier verwandtes ausgestorbenes Reptil gefunden.

## Bildung
- Anhui-Universität
- Anhui-Universität für Traditionelle chinesische Medizin (安徽中医药大学,  Ānhuī Zhōngyīyào Dàxué)
- Anhui-Universität für Wissenschaft und Technik (安徽理工大学,  Ānhuī Lǐgōng Dàxué)
- Anhui Medizinische Universität (安徽医科大学,  Ānhuī Yīkē Dàxué)
- Anhui-Universität für Finanzen und Wirtschaft (安徽财经大学,  Ānhuī Cáijīng Dàxué)

## Tourismus
Die größte Sehenswürdigkeit der Provinz ist der 1841 Meter hohe Huang Shan. Der Huang Shan spielt in der Kunst und Literatur Chinas seit der Tang-Dynastie eine große Rolle. Er wird von den Chinesen so sehr geschätzt, dass Xie Xiake unwidersprochen sagen kann: Wer auf dem Huang Shan war, schaut keinen anderen Berg mehr an. Die außerordentliche Schönheit des Huang Shan äußert sich in den Augen der Chinesen in der vollendeten Harmonie von kühnen Felsformationen, uralten knorrigen Kiefern und heißen Quellen. Ein viel besungenes Wetterereignis ist das sogenannte Wolkenmeer, bei dem die Bergspitzen, vom Gipfel aus betrachtet, aus einem Ozean aus Wolken aufragen. Der Huang Shan ist das touristische Gravitationszentrum der Provinz und ist von Shanghai und Hangzhou (von Osten) oder von Wuhan (von Westen) leichter zu erreichen als von der Provinzhauptstadt Hefei aus. Hefei selbst ist eine schnell gewachsene, von der Industrie geprägte Großstadt. Der Huang Shan gehört zum UNESCO-Welterbe.
Neben dem Tourismusmagneten Huang Shan gibt es noch den 1.342 Meter hohen Jiuhua Shan, einen der vier heiligen Berge des chinesischen Buddhismus und den Tianzhushan, der inmitten eines Naturschutzgebiets liegt.

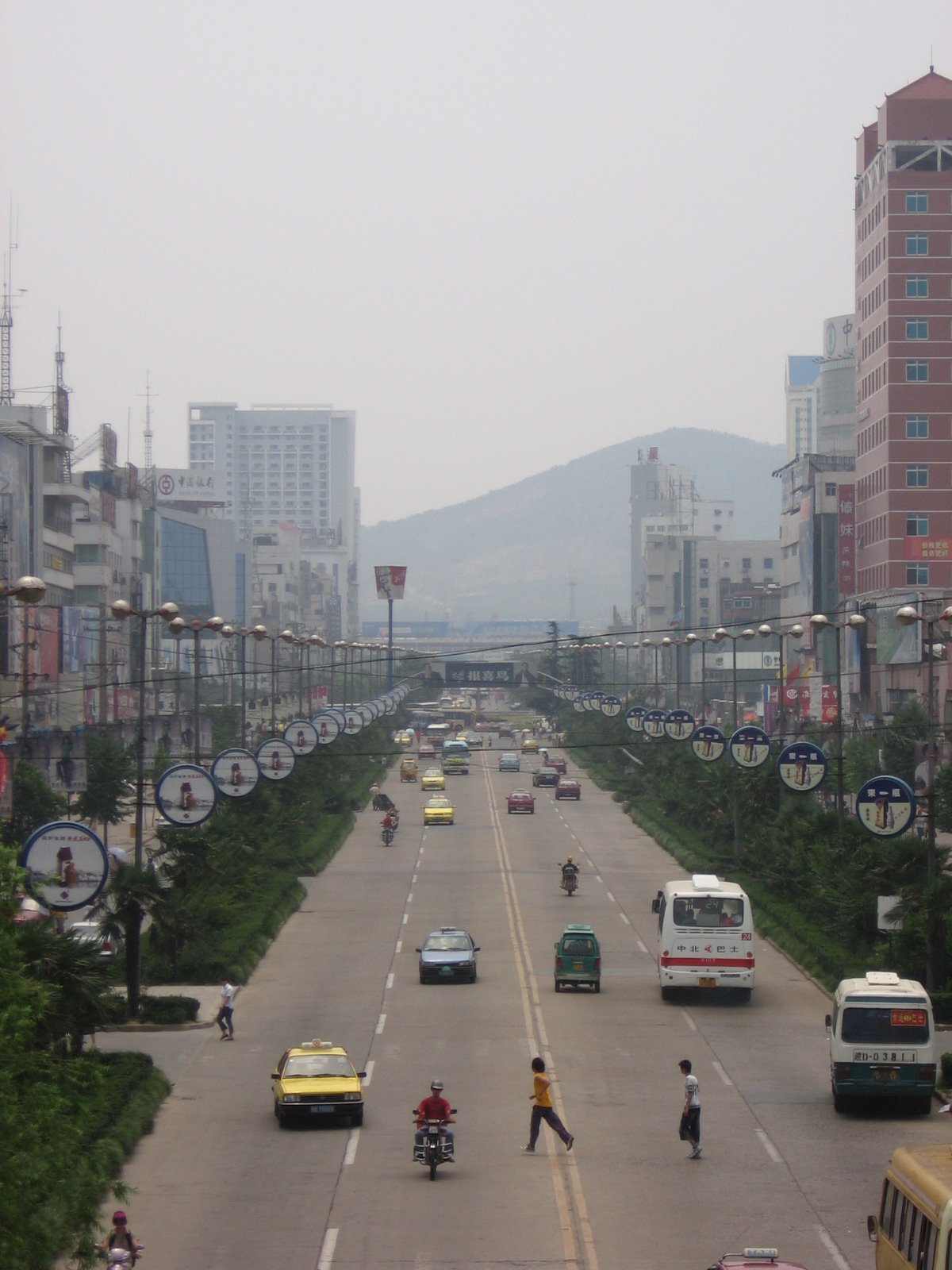
Huainan
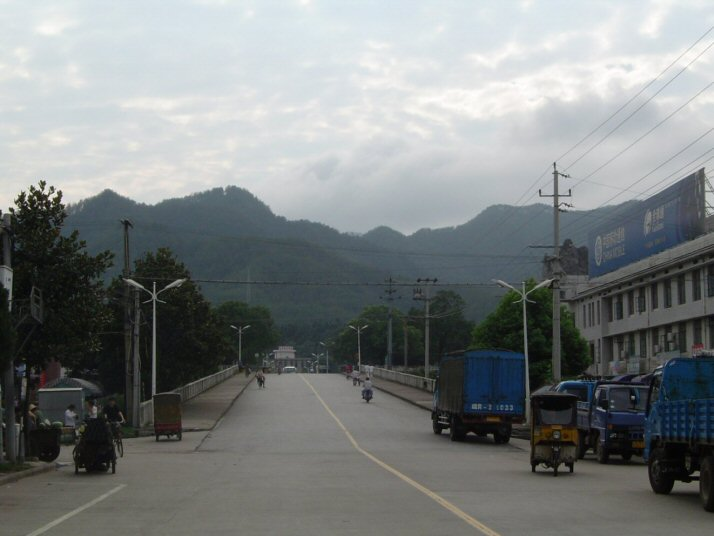
Dongzhi
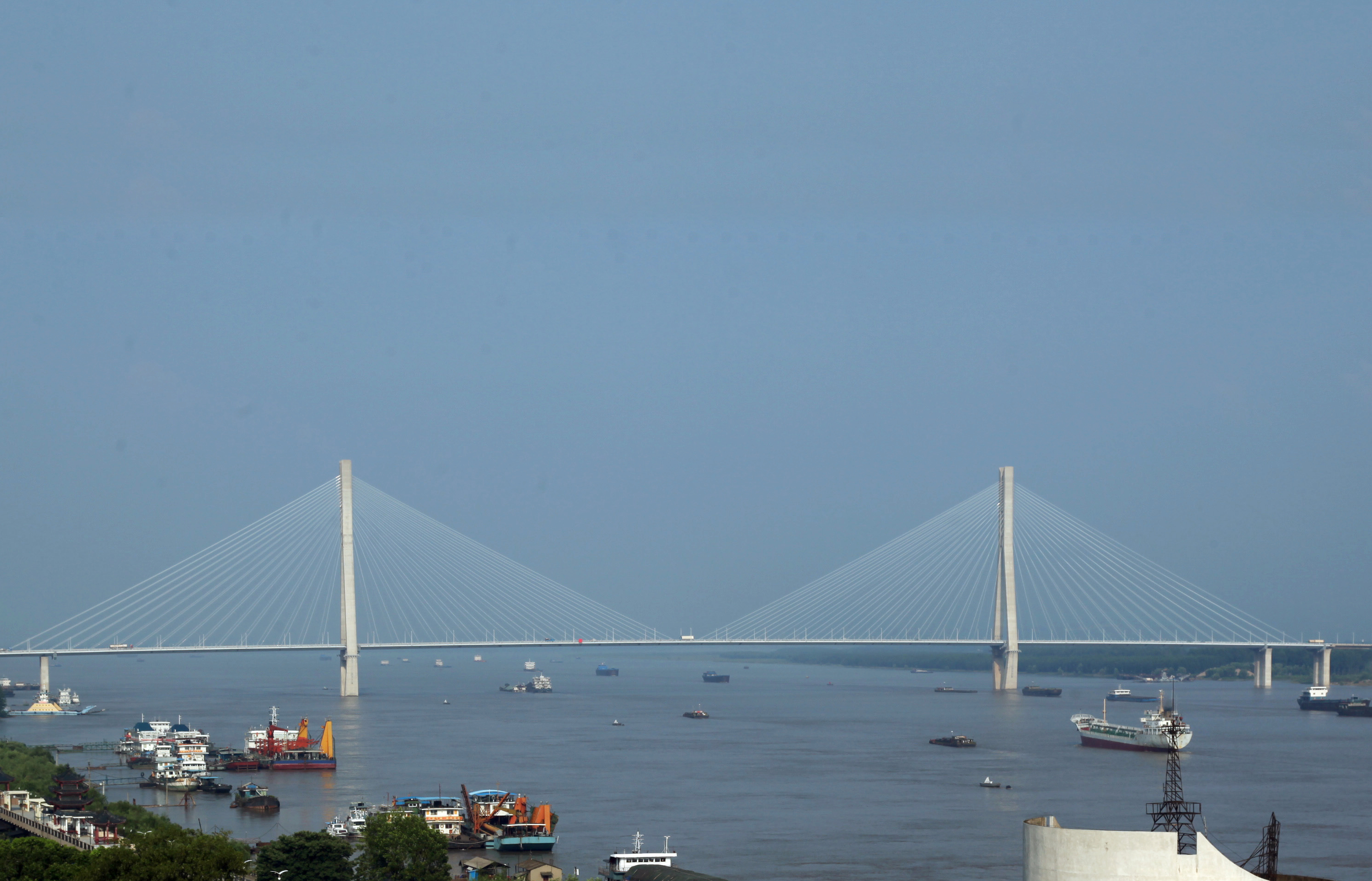
Brücke über den Jangtsekiang in Anqing
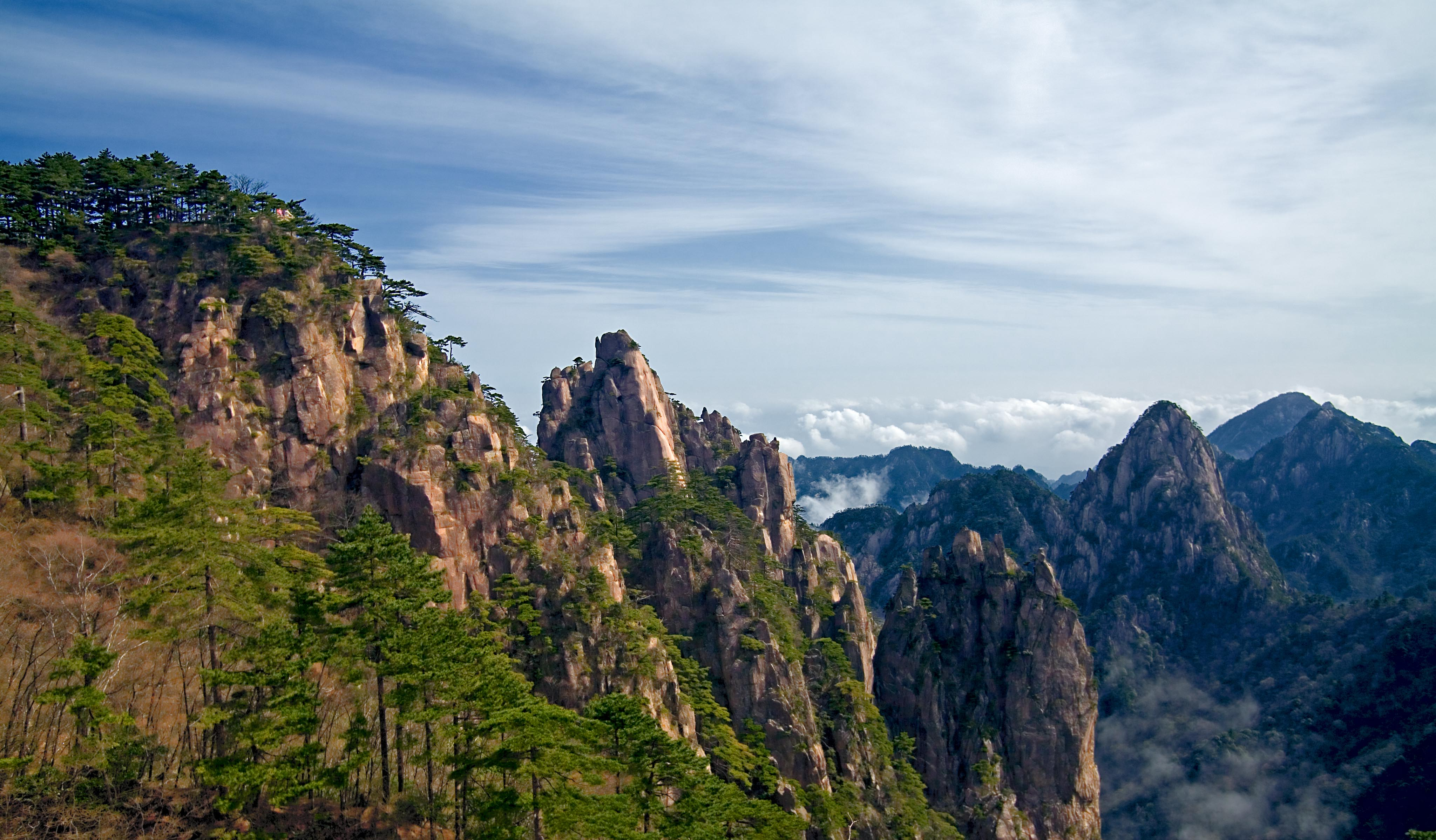
Huang Shan
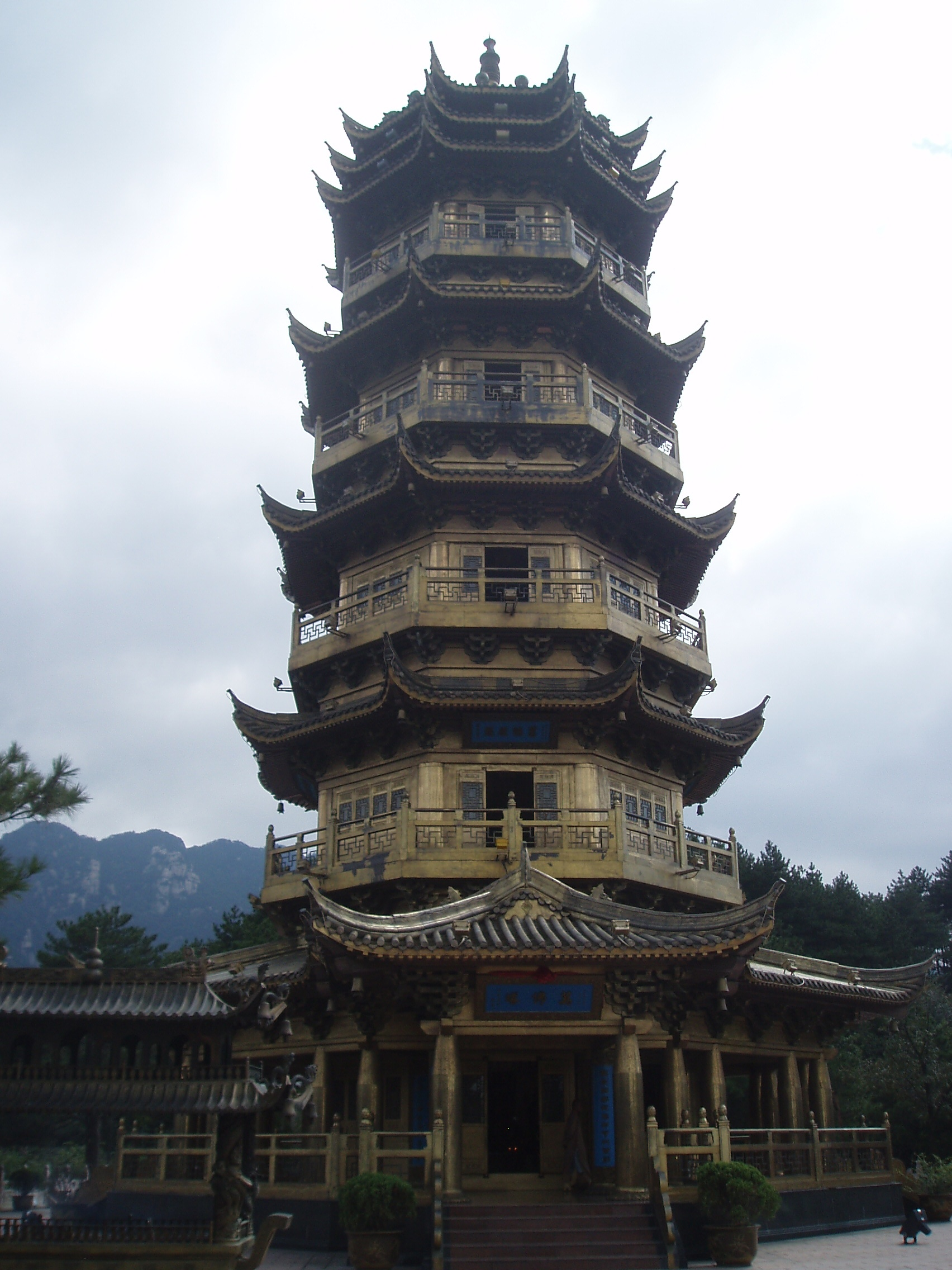
Wan-Fo-Pagode am Jiuhua Shan